# 定期券発行機
定期券発行機（ていきけんはっこうき）とは、係員が発券操作を行い、定期乗車券の発行専用に使用される機器である。指定席券などの発行と兼用している機器の場合は定期券発行機とは呼ばない。JRではマルス端末と兼用していることが多いので定期券専用の発行機は民鉄で多く見られる。また、利用客自身が自分で操作して購入するものは自動定期券発売機と呼ばれることが多い。
大口利用者（企業、学校などで大量の定期乗車券を一括購入することがある）に対する一括発売のための発券作業に使用されることもある。
駅名、経由、期間、発行開始日などを入力すると運賃が算出され、発券される。氏名をキーボードで入力すれば活字体で表示されるが、入力しないと購入申し込み用紙に記入した手書きの氏名がそのまま画像イメージとして転写される。
発売データは本社へオンラインで送信している事業者が多い。通信環境が整っていない事業者の場合、フロッピーやMOなどで出力している場合もある。